# Earl Jones
Earl Jones, född den 17 juli 1964 i Chicago, är en amerikansk före detta friidrottare som tävlade i medeldistanslöpning. 
Jones främsta merit kom vid Olympiska sommarspelen 1984 i Los Angeles där han slutade på tredje plats på 800 meter. Han blev bara slagen av Joaquim Cruz och Sebastian Coe. Hans tid från finalen blev 1.43,83.

## Personliga rekord
- 800 meter - 1.43,62 från 1986